# Olivia Ross
Olivia Ross (* 28. April 1992 in Paris, Frankreich) ist eine britische Schauspielerin und Synchronsprecherin.

## Leben
Ross wurde am 28. April 1992 in Paris geboren. Sie studierte am Kellogg School of Management und machte einen Abschluss am Colby College. Außerdem studierte sie an einer Schauspielschule in London. Die Britin begann ihre Schauspiellaufbahn in Stücken des Shakespeare’s Globe Theatre. 2007 spielte sie in der französischen Filmproduktion Tout est pardonné mit. In den nächsten Jahren erhielt sie in weiteren französischen Filmproduktionen Nebenrollen, zum Beispiel 2009 in Ich habe sie geliebt und Der Vater meiner Kinder. 2015 verkörperte sie in der Miniserie Nordkurve in drei Episoden die Rolle der Mathilde Perrucci. Im Folgejahr stellte sie die Rolle der Mademoiselle Bourienne in der Miniserie Krieg und Frieden dar. Von 2017 bis 2018 verkörperte sie die historische Rolle der Königin Johanna in zehn Episoden der Fernsehserie Knightfall. Eine größere Serienrolle hatte sie 2019 in Trauma – Der Fall Adam Belmont inne.

## Filmografie (Auswahl)
- 2007: Tout est pardonné
- 2009: Ada (Kurzfilm)
- 2009: Ich habe sie geliebt (Je l’aimais)
- 2009: Der Vater meiner Kinder (Le père de mes enfants)
- 2009: Le voyage au Japon (Kurzfilm)
- 2010: Carlos – Der Schakal (Carlos / Le prix du Chacal, Miniserie, Episode 1x03)
- 2013: Shakespeare’s Globe: Henry V
- 2013: White Lie
- 2014: Rosemary’s Baby (Miniserie, Episode 1x02)
- 2014: Shakespeare’s Globe: A Midsummer Night’s Dream
- 2014: Eden – Lost in Music (Eden)
- 2014: The Undertaker (Kurzfilm)
- 2014: Page One (Kurzfilm)
- 2015: Nordkurve (Virage Nord, Miniserie, 3 Episoden)
- 2015: Jealousy (Kurzfilm)
- 2016: Krieg und Frieden (War & Peace, Miniserie, 6 Episoden)
- 2016: Souffler plus fort que la mer
- 2016: Personal Shopper
- 2016: Chubby Funny
- 2017–2018: Knightfall (Fernsehserie, 10 Episoden)
- 2018: Killing Eve (Fernsehserie, 2 Episoden)
- 2018: Zwischen den Zeilen (Doubles vies)
- 2019: Dernier amour
- 2019: Trauma – Der Fall Adam Belmont (Trauma, Fernsehserie, 6 Episoden)
- 2020: The Old Guard
- 2020: Wie wir uns fanden (Claire Andrieux, Fernsehfilm)
- 2022: Hiraeth (Kurzfilm)
- 2023: White Bird (White Bird: A Wonder Story)
- 2023: Die Theorie von Allem
- 2024: Niki de Saint Phalle (Niki)

## Synchronisationen (Auswahl)
- 2018: Bard’s Tale IV (Computerspiel)